# Конырат (посёлок)
Коныра́т (каз. Қоныра́т) — бывший рабочий посёлок в Карагандинской области Казахстана. Административно подчинялся акимату города Балхаш. С 2013 г. — микрорайон города Балхаш. Расположен в 12 км к северу от города Балхаш.

## История
Согласно древней казахской легенде, в бескрайних степях жил джигит с конём «Конур-ат», что по-русски означает «саврасый конь». После ссоры с неким баем джигит, спасаясь, ускакал на коне далеко в степь. Измученному от жажды коню не хватило сил доскакать до озера (имеется в виду озеро Балхаш), и джигит с конём погибли на месте сопок, где позже возник посёлок.
В 1885 году тогда ещё пустынное место посетил исследователь и зоолог Александр Никольский, который отозвался о нём недобро:
«В настоящее время жизнь здешних растений, животных и людей бедна и печальна. В будущем, по мере исчезновения воды, им грозит ещё худшая участь…»
В 1928 году группой ленинградских геологов под руководством инженера Михаила Русакова открыто крупное месторождение медной руды (Коунрадское месторождение). С тех пор началось бурное строительство города Балхаша и близлежащих посёлков.
1 октября 1931 года, постановлением Президиума КазЦИК, в пределах строительства «Казмедь» организован Коунрадский рабоче-поселковый Совет с непосредственным подчинением КазЦИКу. Статус рабочего посёлка Коунрадский получил в 1938 году.
Решением Государственной ономастической комиссии Казахстана от 3 ноября 1997 года изменена транскрипция названия посёлка: Коунрадский стал Коныратом. В 2002 году в состав поселка был включен посёлок Шыгыс-Конырат (бывший Восточно-Коунрадский).
С 2013 года решением маслихата города Балхаш посёлок Конырат был присоединён к городу Балхаш в качестве микрорайона. Акимат посёлка был закрыт.

## Население
| 1939 | 1959  | 1970  | 1979  | 1989  | 1999  | 2009  |
| ---- | ----- | ----- | ----- | ----- | ----- | ----- |
| 5958 | ↗6531 | ↗7907 | ↘6585 | ↘5656 | ↘4170 | ↘3103 |

На начало 2019 года, население поселка составило 2753 человека (1334 мужчины и 1419 женщин).

## Экономика
До распада СССР велась добыча медной руды на Коунрадском руднике. Руда отправлялась на Балхашский горно-металлургический комбинат на переработку. Также существовало индивидуальное (дачи, огороды) и коллективное (ферма, оранжерея) сельское хозяйство благодаря подаче воды с озера Балхаш.